# Änggelaueneseeli
Das Änggelaueneseeli ist ein Bergsee im Kanton Luzern. Er liegt auf der Höhe von 1659 m ü. M. und ist damit der höchstgelegene See im Kanton Luzern.
Er liegt in der UNESCO-Biosphäre Entlebuch.

## Geographie
Das Änggelaueneseeli liegt in den Emmentaler Alpen auf dem Gebiet der Luzerner Gemeinde Flühli am Westhang des Berges Fürstein. Es ist in einer kleinen Mulde am Berg entstanden, die keinen Abfluss auf der Bodenoberfläche hat. 300 Meter unterhalb des Sees liegt die Quelle eines Wildbachs, der weit im Tal unten in den Sebebach mündet. In der Umgebung liegen mehrere Moorflächen. Das Hochtal mit dem Änggelaueneseeli liegt im Flussgebiet der Reuss und damit indirekt des Rheins.
Der Fürstein ist einer der westlichen Berge des Gebirgsmassivs, das aus Schlieren-Flysch aufgebaut ist. Unter der Westwand des Fürstein zieht sich eine weite Geröllhalde fast bis zum Änggelaueneseeli hinunter.
Die Landschaft rund um den See wird vorwiegend als Alpweide genutzt. Die beiden Sömmerungsgebiete heissen Änggelauene und Grün.
Oberhalb des Sees führt ein Bergweg von der Alp Unteränggelauene über die Wasserscheide der Wasserfallenegg auf den Gipfel des Fürstein und zur Passhöhe des Glaubenbergs. Der Pfad am See ist auch ein Teil des Weitwanderwegs «Moorlandschaftspfad» der UNESCO-Biosphäre Entlebuch.